# Аи (вино)
Аи — собирательное название французских шампанских вин из винодельческого центра Аи. Название происходит от французского ai (или ay), восходит к французскому le vin d’Ay — вино из Аи, центра виноделия Шампани.
Производство шампанских вин в Аи началось в конце XVII века. В конце XVIII века вина из Аи, как и другие шампанские вина, появились в России. В настоящее время в Аи изготавливаются шампанские вина марок «Боланже» (с 1829 г.) и «Айала» (с 1860 г.).

## Аи в русской культуре
В русской культуре Аи связывается со сложившимся в русской поэзии первой половины XIX в. литературным символом свободы и молодости. Уже у П. А. Вяземского в стихотворении «К партизану-поэту» (1814):

Дар благодарный, дар волшебный
Благословенного Аи
Кипит, бьёт искрами и пеной! —

Так жизнь кипит в младые дни!
А. Пушкин в «Послание к Л. Пушкину»

В лета красные мои,
В лета юности безумной,
Поэтической Аи
Нравился мне пеной шумной,

Сим подобием любви!
Антон Дельвиг также упоминает Аи:

Завернувшись, мы уйдем
И за мрачными брегами
Встретясь с милыми тенями,

Тень Аи себе нальем.
В зрелом возрасте другие символы:
А. С. Пушкин «Евгений Онегин»::

К Аи я больше не способен;
Аи любовнице подобен
Блестящей, ветреной, живой,
И своенравной, и пустой…
Но ты, Бордо, подобен другу,
Который, в горе и в беде,

Товарищ завсегда, везде,
Ассоциации Аи со свободой были столь велики, что в 1826 году цензор запретил стихотворение Е. А. Баратынского «Пиры», увидев в сравнении вина с «гордым умом, не терпящим плена» намёк на декабрьское восстание.
К началу XX века Аи стало символизировать утончённую, богемную атмосферу:
А. А. Блок  «В ресторане»::

Я сидел у окна в переполненном зале.
Где-то пели смычки о любви.
Я послал тебе чёрную розу в бокале

Золотого, как небо, аи. 
Во второй половине XX века в качестве одного из символов русской культуры упоминает Аи Т. Кибиров («Послание Л. С. Рубинштейну»). 
Для Е. Евтушенко Аи становится символом ушедшей эпохи.
«Памяти Ахматовой»::

Забыли пальцы холодок «Аи»,

и поцелуи в Ницце, Петербурге, 